# Łącza
Łącza (deutsch Latscha, 1936–1945 Föhrengrund) ist eine Ortschaft in Oberschlesien. Sie liegt in der Gemeinde Rudziniec (Rudzinitz) im Powiat Gliwicki (Landkreis Gleiwitz) in der Woiwodschaft Schlesien.

## Geschichte

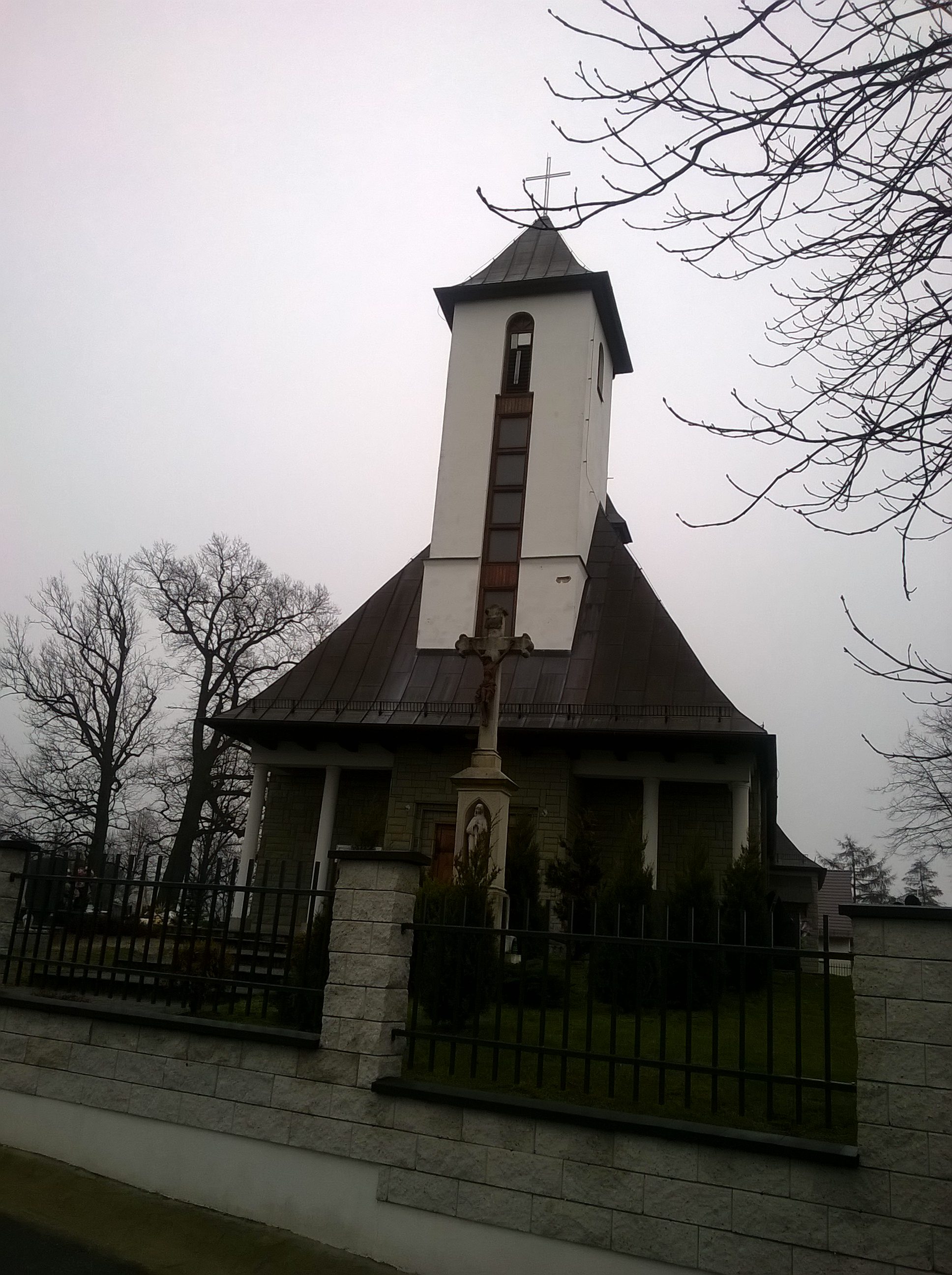
Kirche

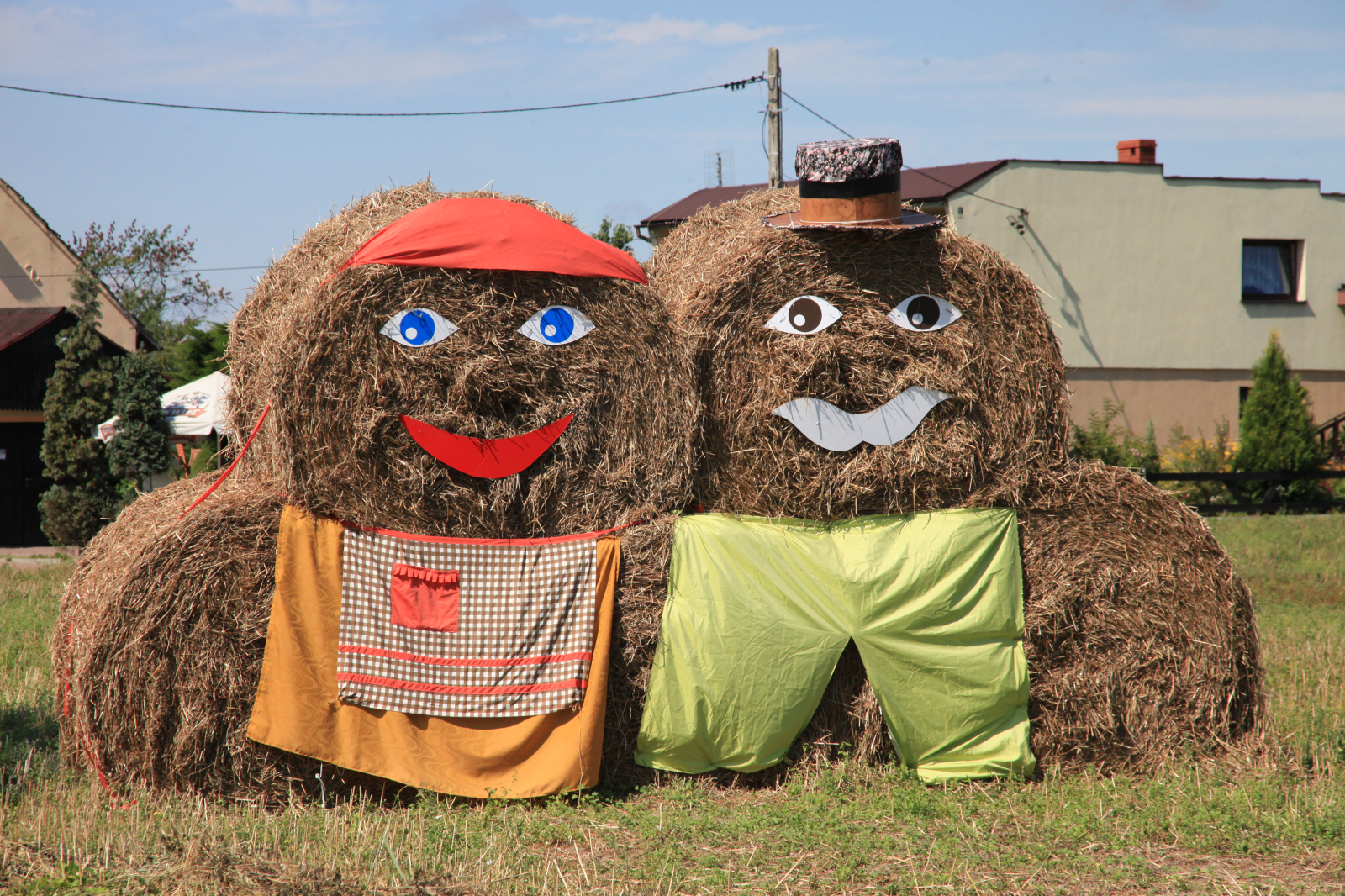
Dekorationen zum Erntedankfest

Der Ort entstand spätestens im 14. Jahrhundert. 1376 wurde der Ort zusammen mit der Kirche erstmals urkundlich erwähnt.
Der Ort wurde 1783 im Buch Beyträge zur Beschreibung von Schlesien als Latscha erwähnt, gehörte einer Gräfin von Chorinsky und lag im Kreis Tost des Fürstentums Oppeln. Damals hatte er 135 Einwohner, ein Vorwerk, eine katholische Kirche, neun Bauern und 13 Gärtner. 1865 bestand Latscha aus einem Rittergut und einem Dorf. Das Rittergut gehörte dem Herzog Victor von Ratibor. Der Ort hatte zu diesem Zeitpunkt sechs Bauern, einen Dreiviertelbauern, drei Halbbauern, drei Viertelbauern, vier Gärtner, zwei Halbgärtner, sechs Viertelgärtner, zwei Achtelgärtner, 24 Häusler, 30 Einlieger, einen herzoglichen Förster und einen Unterförster, sowie eine katholische Kirche und eine katholische Schule. Die Einwohner lebten vor allem vom Tagelohn in den umgebenden herzoglichen Forsten.
Bei der Volksabstimmung in Oberschlesien am 20. März 1921 stimmten vor Ort 99 Wahlberechtigte für einen Verbleib Oberschlesiens bei Deutschland und 207 für eine Zugehörigkeit zu Polen. Latscha verblieb nach der Teilung Oberschlesiens beim Deutschen Reich. 1936 wurde der Ort im Zuge einer Welle von Ortsumbenennungen der NS-Zeit in Föhrengrund umbenannt. Bis 1945 befand sich der Ort im Landkreis Tost-Gleiwitz.
1945 kam der bis dahin deutsche Ort unter polnische Verwaltung und wurde anschließend der Woiwodschaft Schlesien angeschlossen und ins polnische Lacza umbenannt. 1946 folgte die Umbenennung in Łącza. 1950 kam der Ort zur Woiwodschaft Kattowitz. Im August 1992 kam es zu einem großen Waldbrand in den Wäldern von Rudy (Groß Rauden), der bis an den Ort heranreichte. Am 30. Januar 1994 brannte die Schrotholzkirche aus, die anschließend nicht wieder aufgebaut wurde und durch einen Neubau ersetzt wurde. 2000 wurde die neue Kirche geweiht. 1999 kam der Ort zum wiedergegründeten Powiat Gliwicki und zur Woiwodschaft Schlesien.

## Bauwerke
- Moderne Marienkirche aus dem Jahr 2000
- Wegkreuze